# Xarxa de Televisions Locals
Del 1999 al 2012, la Xarxa de Televisions Locals (XTVL) va ser una estructura de suport a les televisions locals, gestionada per La Xarxa Audiovisual Local epe sota l'impuls de la Diputació de Barcelona. El seu objectiu era promoure la concertació, coordinació i cooperació amb els mitjans audiovisuals, especialment les televisions de proximitat, amb l'objectiu de reforçar la cadena de valor de la comunicació local en l'àmbit dels continguts informatius, programes i serveis, per posar-los a l'abast dels ciutadans.
També pretenia implementar totes les tecnologies disponibles que permetessin una major difusió d'aquests continguts i serveis. Alhora, complementava les actuacions en matèria d'assessorament tècnic, formació, promoció, explotació i innovació que els recursos locals, per si mateixos i de manera aïllada, no podien assumir. Al llarg dels seus gairebé 13 anys d'existència va aconseguir adherir 70 televisions locals, la majoria de Catalunya, però també de les Illes Balears i el País Valencià. La XTVL va tenir la seu principal al Pavelló Ponent del Recinte de la Maternitat, a la Travessera de les Corts, 139-151 de Barcelona.
L'activitat de la XTVL va ser assumida per La Xarxa de Comunicació Local a partir del gener del 2013, fruit de la integració de totes les entitats de suport a l'audiovisual local impulsades per la Diputació de Barcelona.

## Naturalesa jurídica
La Xarxa de Televisions Locals no va tenir mai naturalesa jurídica pròpia. Va ser una marca creada per dos socis, que tenien, cadascun, la seva naturalesa jurídica:
- La Xarxa Audiovisual Local (XAL), entitat pública empresarial creada per la Diputació de Barcelona el 17 de juny de 2004 a l'empara del previst en els articles 85 i 85 bis de la Llei 7/1985 reguladora de les Bases de Règim Local. La XAL es va crear amb la finalitat de promoure la comunicació local i, amb aquest objectiu, va assumir la gestió de la XTVL.

- Televisions Locals de Catalunya (TLC), associació sense ànim de lucre que agrupava la majoria d'emissores de televisió de Catalunya, amb l'objectiu de representar-les, enfortir-les i promoure-les mitjançant la creació dels instruments de suport adients mantenint l'autonomia de cada emissora.

La Xarxa de Televisions Locals no era una cadena centralitzada ni jerarquitzada. Era un instrument de participació i coproducció de les televisions que en formen part i que es comprometen a complir unes normes de funcionament.

## Orígens
La Diputació de Barcelona i la principal associació de televisió local catalana, Televisons Locals de 
Catalunya (aleshores denominada Federació Pro Legalització de les TV Locals de Catalunya), van 
encetar el 1999 una línia de col·laboració específica per a les televisions locals, tant les de titularitat 
municipal com les privades que comptaven amb el suport dels respectius ajuntaments. L'objectiu era 
promoure la coordinació, la col·laboració, l'intercanvi de continguts i contribuir a la consolidació de les 
estructures de les televisions locals i de totes aquelles activitats inherents al sector.
D'aquesta forma va 
sorgir el Circuit de Televisions Locals.
El Circuit va viure diversos períodes de creixement i consolidació. En un principi distribuïa els continguts 
amb motoristes. El setembre del 2001 va començar a utilitzar el satèl·lit per dur a terme la mateixa tasca.
A l'estiu del 2002, ja amb el nom definitiu de Xarxa de Televisions Locals (XTVL), es va instal·lar a la 
seu del carrer Almogàvers. Aquestes instal·lacions van convertir la XTVL en un veritable centre nodal 
capaç de garantir la contribució de continguts per part dels ens productors (hi havia un enllaç amb 
Televisió Badalona, Lleida TV, TV Girona, Canal Reus TV, Barcelona Televisió i Televisió de l'Hospitalet) i 
la distribució al conjunt de les televisions locals.
El constant creixement de la XTVL va fer necessari el trasllat de les instal·lacions a una nova seu: el 

recinte de la Maternitat de Barcelona, on es van incorporar importants millores tècniques per continuar 
oferint un servei òptim a les televisions adherides..

## Objectius
La Xarxa de Televisions Locals tenia com a principals objectius:
- Coordinar les televisions de proximitat.
- Gestionar els recursos disponibles.
- Produir i coproduir continguts (programes i notícies, entre d'altres).
- Fomentar la contribució de diferents fonts: institucions, televisions locals, agències, etc.
- Distribuir continguts mitjançant els instruments tecnològics més adients.
- Comercialitzar els continguts emesos a través de la XTVL.
- Proporcionar assessorament jurídic, financer i tècnic al servei de les televisions que en formen part i a les productores del sector.

## Funcionament
La Xarxa de Televisions Locals distribuïa als canals adherits dos tipus de continguts: 
- Informatius i esportius, elaborats tant per la redacció central de la XTVL com per les redaccions de les 

televisions locals. El servei de continguts informatius XN gestionava la coordinació entre ambdues parts.
- Continguts culturals, divulgatius i d'entreteniment, produïts per les mateixes televisions i/o productores 
independents del país. Aquests continguts es regien pels criteris següents: continguts d'interès local, 
programació de servei públic i qualitat tècnica i estètica.
Gràcies a aquesta oferta, les televisions adherides a la XTVL podien complementar i enriquir les seves 
graelles de programació. A canvi, les televisions havien de complir certs requisits i respectar una sèrie de 
condicions pactades.